# 藺苞
藺 苞（りん ぽう）は、中国の新代に活動した軍人である。中郎将（10年以前 - 11年）、宣威公（11年封）、虎牙将軍（11年任）。

## 事跡
前漢末に匈奴と漢は和親していたが、新の皇帝王莽が始建国元年（9年）に烏珠留若鞮単于の地位を下げようとしたことから関係が悪化した。新から匈奴に投降する者が出て、新に服属していた西域諸国に動揺が走った。
始建国2年（10年）12月、王莽は匈奴に15人の単于を立てて分裂させようと考え、30万人の兵士を動員して北辺に配置し、中郎将の藺苞・副校尉の戴級と将兵1万騎を雲中郡の塞に遣わした。始建国3年（11年）に、藺苞らは呼韓邪単于の子の右犁汗王咸と、その子の登と助の3人を塞に誘い入れた。黄金などの宝を与え、また脅して、咸を孝単于、助を順単于に立てた。そして咸を返し、助と登を都の長安に送った。藺苞はこの功績で宣威公に封じられ、虎牙将軍に任命された。
結局この分裂工作は失敗して匈奴との戦いが激化し、国内でも反乱が広がったが、藺苞の活動について他に知られることはない。